# Парафії Коїмбрського округу
Парафії Коїмбрського округу — португальські парафії в окрузі Коїмбра. Станом на 2011 існувало ХХХ парафій.